# Hedria mixta
Hedria mixta är en tvåvingeart som beskrevs av Steyskal 1954. Hedria mixta ingår i släktet Hedria och familjen kärrflugor. Inga underarter finns listade i Catalogue of Life.